# Karin Hackl
Karin Hackl (Admont, 14 giugno 1989) è un'ex sciatrice alpina e sciatrice freestyle austriaca, vincitrice della Coppa Europa di sci alpino nel 2009.

## Biografia

### Stagioni 2005-2012
La Hackl iniziò la carriera nello sci alpino, partecipando a gare FIS dal dicembre del 2004 e tre anni dopo, il 24 novembre 2007, esordì in Coppa Europa nello slalom gigante di Levi, che chiuse al 24º posto. Fin dalle battute iniziali della successiva stagione 2008-2009 l'atleta austriaca disputò ottime gare nella competizione continentale, conquistando il primo podio con la vittoria nello slalom gigante di Funäsdalen del 22 novembre; il 28 dicembre 2008 fece il suo esordio in Coppa del Mondo nello slalom gigante di Semmering, chiuso con il 25º posto.
Nel marzo successivo conquistò, ai Mondiali juniores di Garmisch-Partenkirchen, la medaglia di bronzo nello slalom gigante giungendo alle spalle di Viktoria Rebensburg e Tina Weirather e quella d'argento nella combinata, battuta solo da Federica Brignone. Poche settimane dopo coronò la stagione aggiudicandosi la Coppa Europa generale, grazie anche ai cinque podi (tre vittorie) ottenuti durante l'anno, e la classifica di slalom gigante. Nella stagione 2009-2010 ottenne il suo miglior risultato in Coppa del Mondo, il 14º posto nello slalom gigante di Maribor del 16 gennaio, e disputò l'ultima gara nel circuito, lo slalom gigante di Cortina d'Ampezzo del 24 gennaio, che non terminò. L'11 febbraio vinse a Götschen	in slalom gigante la sua ultima gara in Coppa Europa, mentre il suo ultimo podio nel circuito continentale fu il 3º posto che ottenne il 24 febbraio successivo a Soldeu nella medesima specialità.

### Stagioni 2013-2015
Nel novembre 2012, dopo essere stata esclusa dalla squadra austriaca di Coppa Europa, annunciò il proprio ritiro dall'attività agonistica; nel corso della sua carriera nello sci alpino non prese parte né a rassegne olimpiche né iridate e la sua ultima gara nella disciplina fu lo slalom gigante FIS disputato a Davos il 21 novembre 2012. Tuttavia nel 2013 riprese a gareggiare, dedicandosi però al freestyle nella specialità delle gobbe; esordì in Coppa Europa il 25 gennaio ad Airolo (15ª) e ai Campionati mondiali in occasione della rassegna iridata di Oslo/Voss 2013, piazzandosi 31ª nell'individuale e non completando il parallelo.
Nella Coppa del Mondo di freestyle esordì il 14 dicembre 2013 a Ruka, senza concludere la prova, e ottenne il miglior piazzamento in carriera l'11 gennaio 2014 a Deer Valley, chiudendo al 30º posto quella che sarebbe rimasta la sua ultima gara nel circuito. Si congedò dal Circo bianco in occasione dei Mondiali di Kreischberg 2015, dove si classificò 30ª nell'individuale del 18 gennaio e non concluse il parallelo del giorno successivo, sua ultima gara in carriera.

## Palmarès

### Sci alpino

#### Mondiali juniores
- 2 medaglie:
  - 1 argento (combinata a Garmisch-Partenkirchen 2009)
  - 1 bronzo (slalom gigante a Garmisch-Partenkirchen 2009)

#### Coppa del Mondo
- Miglior piazzamento in classifica generale: 108ª nel 2010

#### Coppa Europa
- Vincitrice della Coppa Europa nel 2009
- Vincitrice della classifica di slalom gigante nel 2009
- 8 podi:
  - 4 vittorie
  - 3 secondi posti
  - 1 terzo posto

##### Coppa Europa - vittorie
| Data             | Località    | Paese    | Specialità |
| ---------------- | ----------- | -------- | ---------- |
| 22 novembre 2008 | Funäsdalen  | Svezia   | GS         |
| 16 dicembre 2008 | Schruns     | Austria  | GS         |
| 6 gennaio 2009   | Lenzerheide | Svizzera | GS         |
| 11 febbraio 2010 | Götschen    | Germania | GS         |

Legenda:

GS = slalom gigante

#### Campionati austriaci
- 1 medaglia[1]:

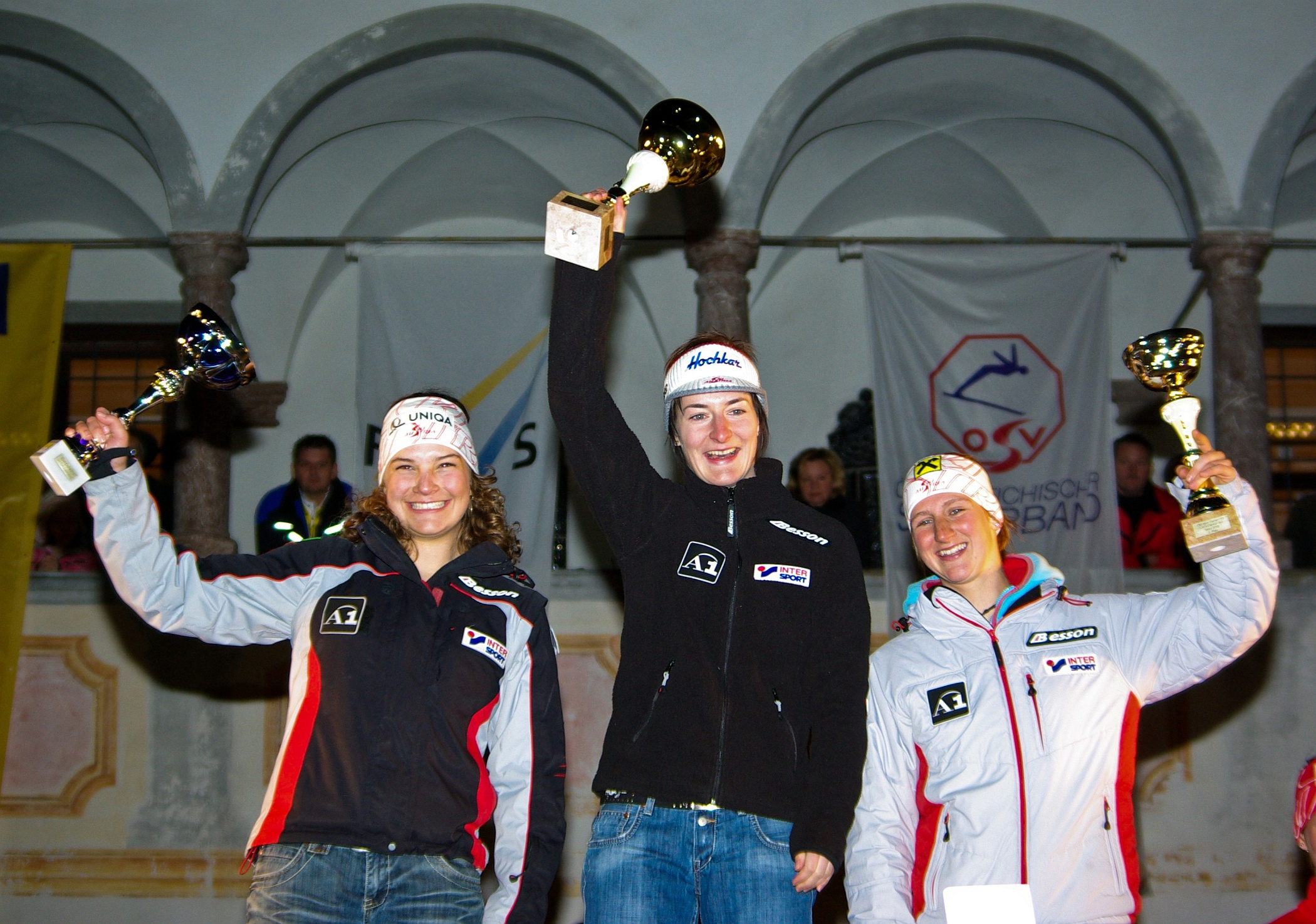
Il podio dello slalom gigante ai Campionati austriaci di sci alpino 2009, con Karin Hackl (bronzo, a destra) accanto a Kathrin Zettel (oro, al centro) e a Ramona Siebenhofer (argento, a sinistra)

  - 1 bronzo (slalom gigante nel 2009)

#### Campionati austriaci juniores
- 1 medaglia[1]:
  - 1 oro (supergigante nel 2008)

### Freestyle

#### Coppa del Mondo
- Miglior piazzamento in classifica generale: 236ª nel 2014
- Miglior piazzamento nella classifica di gobbe: 59ª nel 2014

#### Coppa Europa
- Miglior piazzamento nella classifica di gobbe: 20ª nel 2013